# Coleophora niveopictella
Coleophora niveopictella é uma espécie de mariposa do gênero Coleophora pertencente à família Coleophoridae.